# Jacob-Grimm-Schule (Kassel)

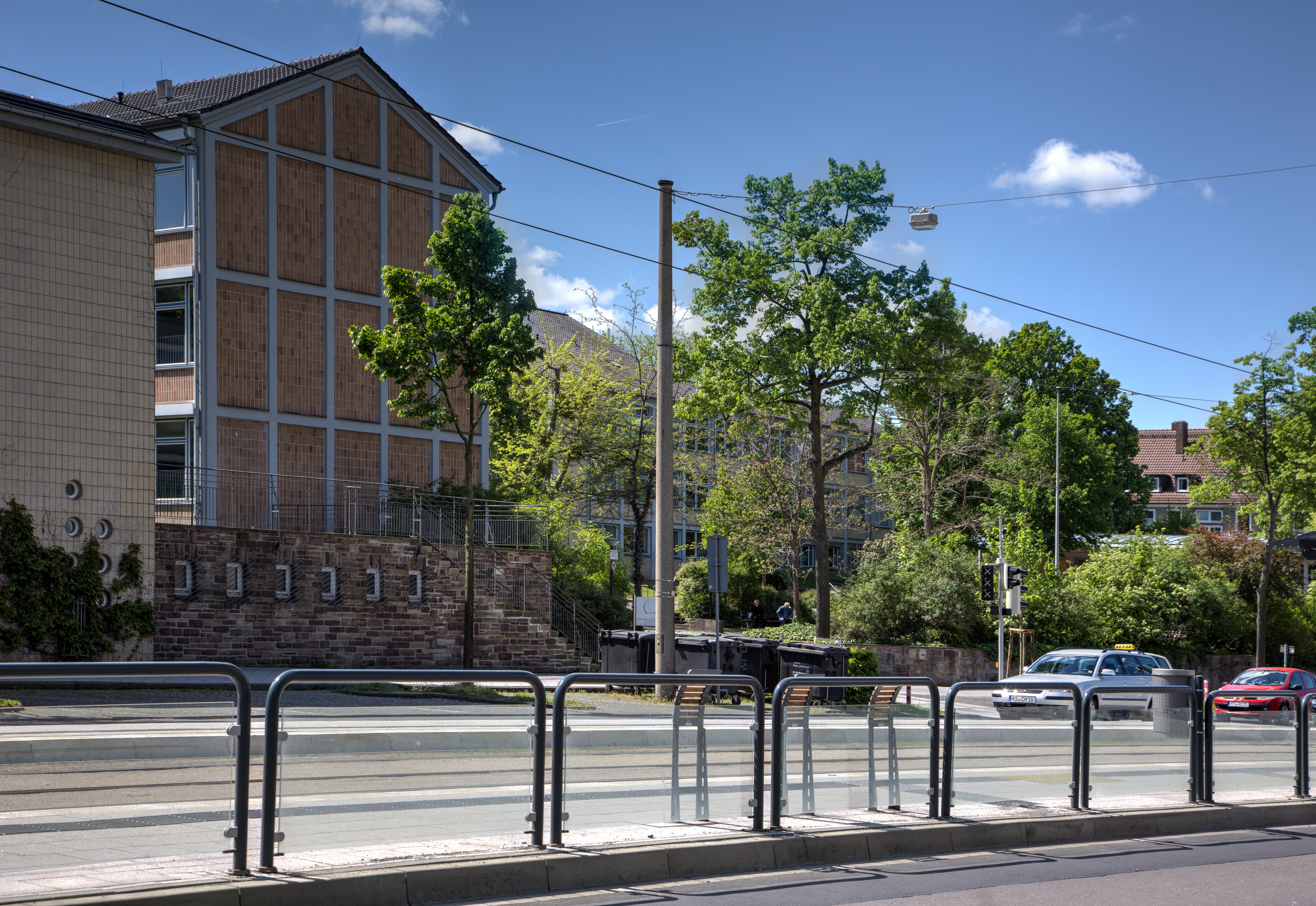
Jacob-Grimm-Schule

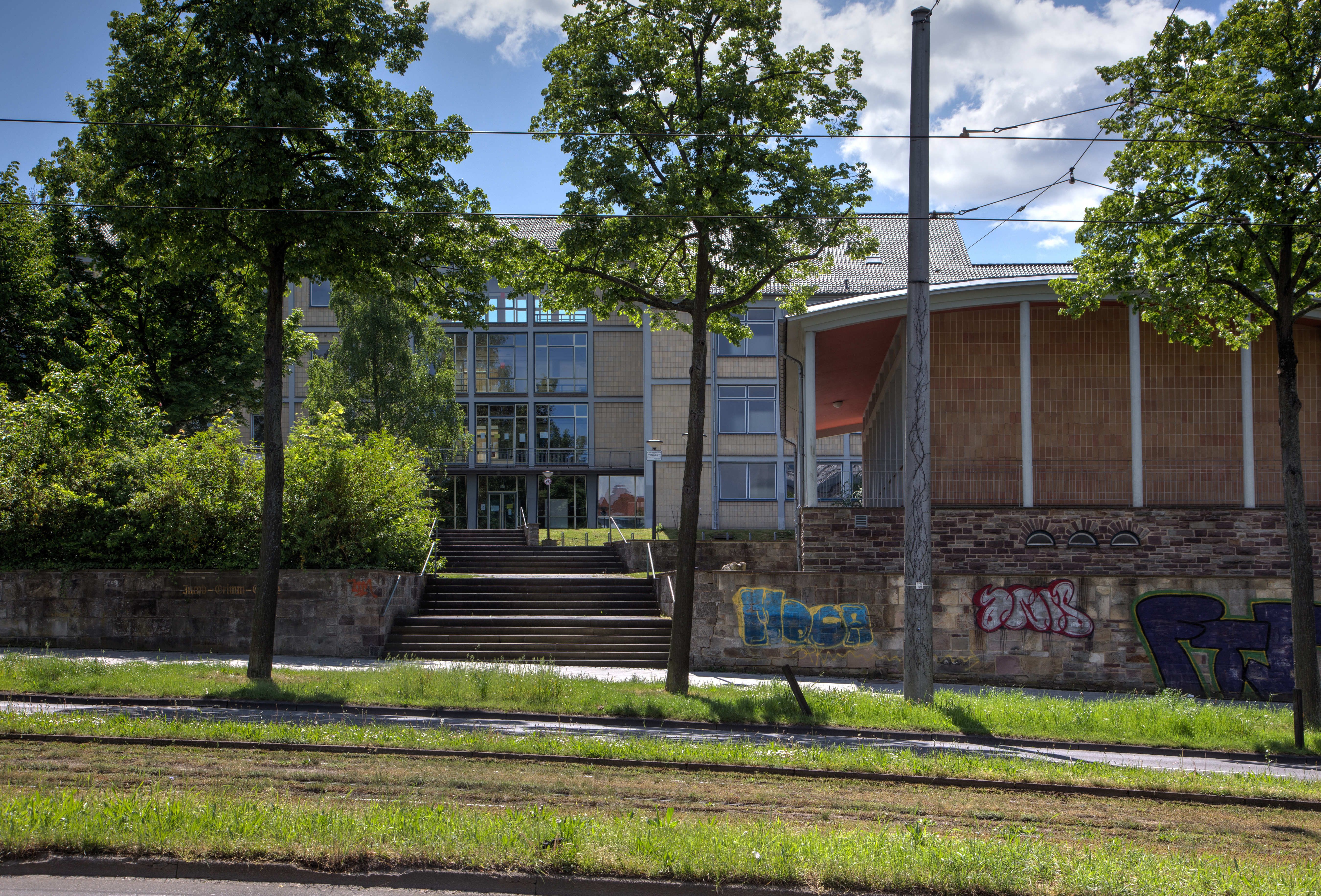
Jacob-Grimm-Schule

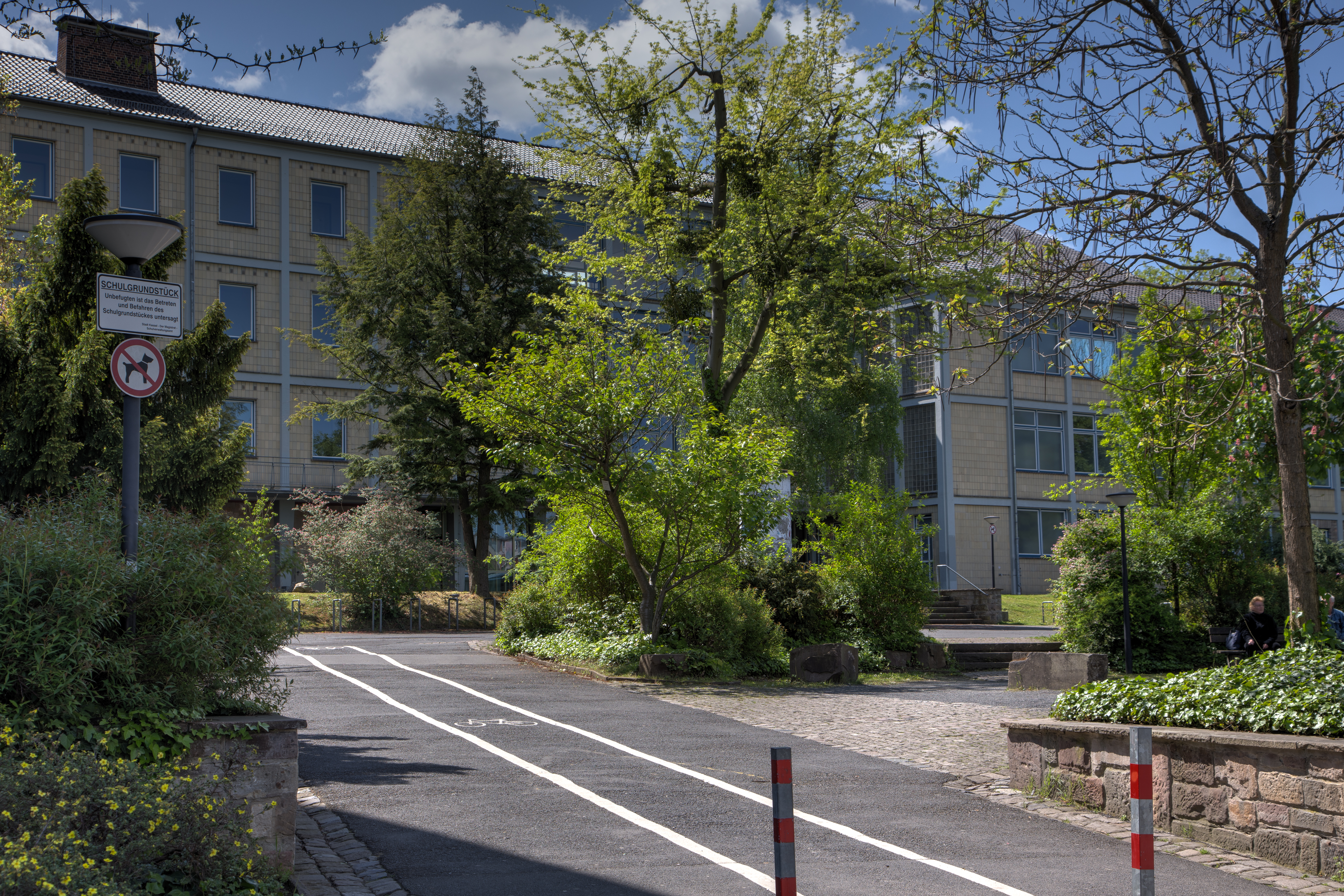
Jacob-Grimm-Schule

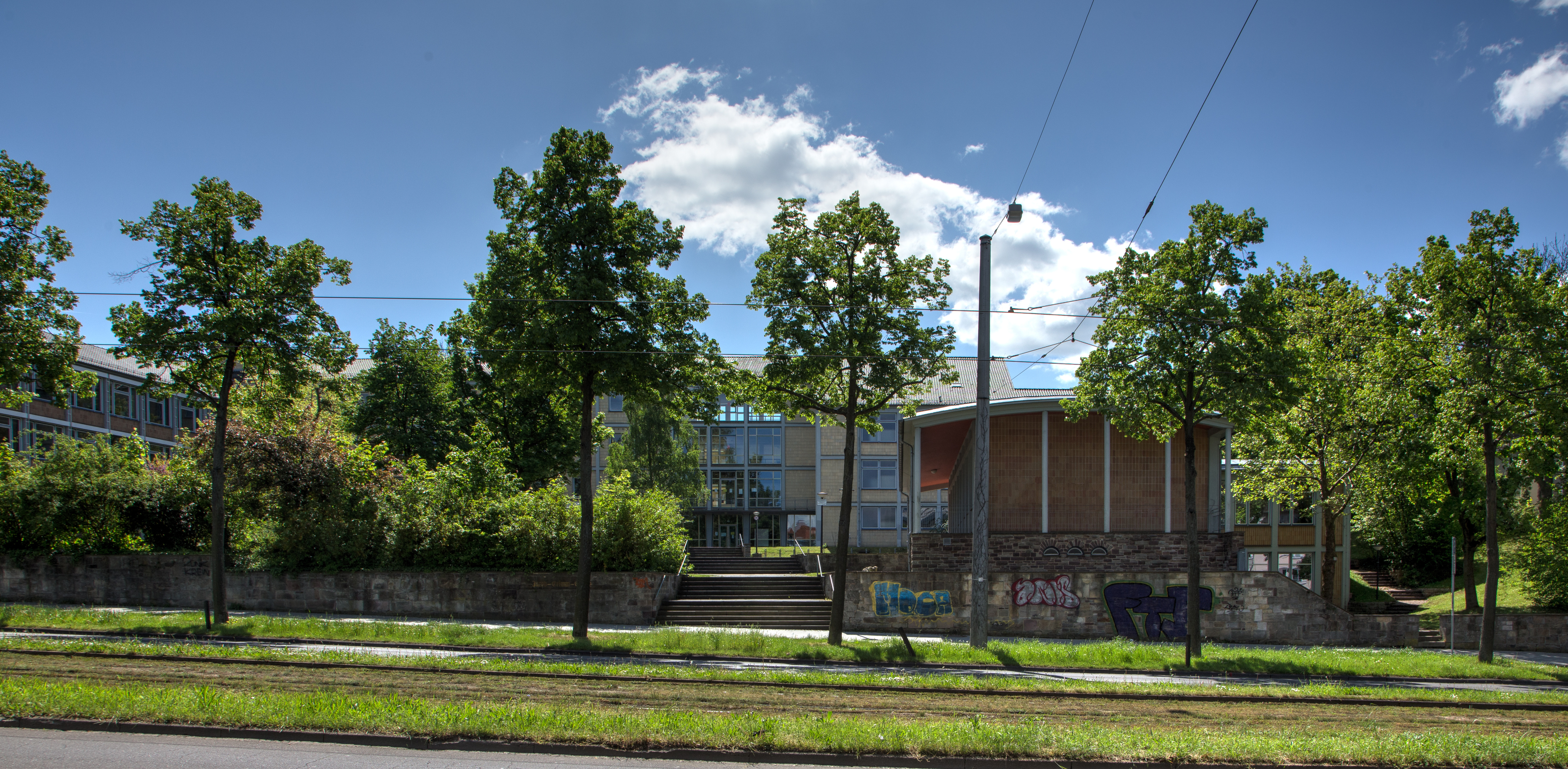
Jacob-Grimm-Schule

Die Jacob-Grimm-Schule ist ein staatliches Oberstufengymnasium in Kassel. gelegen am Beginn der Wilhelmshöher Allee in der Innenstadt. Die Schule ist seit 1938 nach Jacob Grimm benannt.
An dem reinen Oberstufengymnasium werden nur die Jahrgänge 11, 12 und 13 unterrichtet. Die Jahrgangsbreite beträgt etwa 250 Schüler, insgesamt werden demnach ungefähr 750 Schüler unterrichtet. Die Schule zählt damit zu den Schulen mit der größten Jahrgangsbreite in Hessen. Daher besteht ein breites Angebot an Leistungskursen, darunter Musik, Kunst, Französisch und Geographie.

## Geschichte
1869 wurde die Einrichtung als Höhere Töchterschule gegründet und 1885 in Höhere Mädchenschule umbenannt. Sie entwickelte sich 1911 zum Lyzeum mit Oberlyzeum und 1923 zum Oberlyzeum. 1938 erhielt die Oberschule für Mädchen den Namen Jacob-Grimm-Schule, wenngleich Jacob Grimm das benachbarte Friedrichsgymnasium besucht hatte. Die Oberschule für Mädchen zwischen Friedrich-Wilhelms-Platz und Wolfsschlucht wurde bei Luftangriffen im Zweiten Weltkrieg zerstört.
1954 wurde die Jacob-Grimm-Schule als städtisches Realgymnasium für Mädchen an der Wilhelmshöher Allee neu gebaut, teilweise auf den Fundamenten des zerstörten Realgymnasiums für Jungen. Das Entwurfskonzept von Werner Noell (Städtisches Hochbauamt) entsprach dem Konzept der „Schule im Grünen“, erforderte also ein vergleichsweise großes Schulgrundstück zur Aufnahme der langgestreckten Baukörper. Der Neubau wurde in Mischkonstruktion ausgeführt, ein Stahlbeton-Skelett wurde mit Ziegeln ausgefacht. Während der Bundesgartenschau 1955, anlässlich derer in Kassel auch die Kunstausstellung documenta initiiert wurde, wurde auf dem Gelände der Schule nach Entwürfen von Hermann Mattern ein Schulbaumpark eingerichtet.
1970 wurde die Jacob-Grimm-Schule durch die Aufnahme auch von Jungen eine Koedukationsschule, 1981 eine reine Oberstufenschule. 1970 wurde an der Jacob-Grimm-Schule als einer der ersten Einrichtungen in Hessen das Leistungskurs-Modell der Oberstufenreform eingeführt. Direktorin der Schule ist Kerstin Otto, die den langjährigen Schulleiter Arnulf Hill im Jahre 2020 ablöste.

## Herkunftsschulen und Aufnahme
Die Schule steht im Verbund mit der Heinrich-Schütz-Schule, die bis zur 10. Klasse unterrichtet. Schüler kommen jedoch auch von anderen Schulen an die JGS, sowohl von Gesamtschulen, zum Beispiel Reformschule Kassel, als auch von Gymnasien. Die Grundqualifikation erfolgt durch den Erwerb des „Überganges 11“ in der 10. Klasse, also die Versetzung von der 10. in die 11. Klasse. Die endgültige Auswahl der Schüler von nicht zum Verbund gehörenden Schulen wird vom Direktorat der Jacob-Grimm-Schule vorgenommen. Dabei zählen sowohl schulische Leistungen als auch außerunterrichtliches Engagement. In jüngster Zeit wechseln auch Schüler anderer Kasseler, ebenfalls zum Abitur führender Gymnasien, nach der 10. Klasse auf die Jacob-Grimm-Schule.

## Projekte und Angebote

### Jugendzukunftskonferenz
Die Jugendzukunftskonferenz ist ein seit dem Jahre 2000 jährlich stattfindendes Ereignis, bei dem Schüler aller Kasseler Schulen zum themenbezogenen Lernen und Debattieren eingeladen werden. Gäste der arbeitsorientierten Tagung waren schon Günter Grass, Klaus Hurrelmann, Horst-Eberhard Richter, Rolf Hochhuth und Matthias Berninger, die in Workshops, Diskussionen und Lesungen auf die Schüler trafen. War die Organisation der Konferenz zunächst außerunterrichtlich, so ist sie mittlerweile in eine Arbeitsgemeinschaft integriert.

### Schülerzeitungen
An der Jacob-Grimm-Schule erschien lange Zeit die Schülerzeitung neo, die mehrfach vom Nachrichtenmagazin Der Spiegel sowie bei landesweiten Wettbewerben mit ersten Preisen ausgezeichnet wurde. Aus dem Umfeld von neo entstand das Internetmagazin streitBar.org, das im Jahr 2005 mit dem renommierten Axel-Springer-Preis des Axel-Springer-Verlages geehrt wurde.
Im Jahr 2007 gründete sich das Schülermagazin effekt:. In den 07/08 erschienenen drei Ausgaben versuchte es sich mit seinem Qualitätsanspruch von anderen Schülerzeitungen abzugrenzen und setzte auf ein breites inhaltliches Spektrum von sozialkritischen Beiträgen bis hin zu Erstveröffentlichungen junger Autoren der JGS.

### ProjektUKULALA
Die Schule unterstützt mit dem Projekt UKULALA das Village Pioneer Project, ein Ausbildungs- und Aufbauprojekt in Nigeria. Die Unterstützung besteht dabei hauptsächlich in regelmäßigen Sammelaktionen. Darüber hinaus werden Praktika angeboten, bei denen ein Schüler für mehrere Monate in Nigeria im Projekt mitarbeitet.

### Weiteres
Mehrere Arbeitsgemeinschaften (Chemie, Biologie, Erdkunde) haben sehr erfolgreich am Schülerwettbewerb Jugend forscht teilgenommen. Bei Sportwettkämpfen sowie bei Jugend trainiert für Olympia und europaweiten Projekten wie Comenius erzielten Schüler ebenfalls Preise. Regelmäßig werden Schüler in das Programm der Studienstiftung des deutschen Volkes aufgenommen. Die Schule besitzt ein eigenes Bootshaus am Ufer der Fulda, welches vom Ruderverein der Jacob Grimm Schule (RVJGS) seit mittlerweile über 30 Jahren in enger Kooperation unterhalten wird.

## Bekannte Schüler und Lehrer

### Lehrer
- Albrecht Brede (1834–1920), Komponist und Musiklehrer
- Wilhelm Schlote (* 1946), Zeichner, Cartoonist, Plakatkünstler, Kinderbuchautor und Karikaturist
- Klaus Moegling (* 1952), Lehrer, Sportwissenschaftler und Politikdidaktiker
- Ralf Laging (* 1953), Sportpädagoge und Hochschullehrer

### Schüler
- Toni Lessler (1874–1952), Pädagogin und Gründerin der ersten Jüdischen Schule für Frauen in Deutschland
- Hedy Aschermann (1897–1978), Violinistin
- Elsa Blöcher (1900–1995), Lehrerin, Historikerin und Buchautorin
- Christine Brückner (1921–1996), Schriftstellerin
- Charlotte Schedl (1923–2012), Zoologin und Holzschutzforscherin
- Katharina Rutschky (1941–2010), Publizistin und Essayistin
- Thomas Kreutzmann (* 1958), Journalist und Fernsehkorrespondent
- Burkhard Boemke (* 1961), Jurist und Hochschullehrer
- Ulrike Folkerts (* 1961), Schauspielerin
- Jutta Heinz (* 1962), Literaturwissenschaftlerin
- Peter Vollmer (* 1962), Kabarettist
- Gerhard Wagner (* 1962), Jurist und Hochschullehrer
- Dietmar Walberg (* 1962), Architekt, Bauforscher und Hochschullehrer
- Rolf Daniel (* 1963), Mikrobiologe und Hochschullehrer
- Thomas Kiesewetter (* 1963), Maler und Bildhauer
- Esther Kalveram (* 1966), Politikerin
- Renate Schaub (* 1967), Juristin und Hochschullehrerin
- José Martínez (* 1968), Jurist und Hochschullehrer

- Christian Spuck (* 1969), Choreograph und Regisseur
- Steffen Hallaschka (* 1971), Hörfunk- und Fernsehmoderator
- Sandra Richter (* 1973), Germanistin, Literaturwissenschaftlerin und Hochschullehrerin
- Jan Niklas Fingerle (* 1974), Politiker
- Boris Mijatović (* 1974), Politiker
- Aljoscha Stadelmann (* 1974), Schauspieler
- Katharina Wackernagel (* 1978), Schauspielerin
- Lucy Redler (* 1979), Politikerin
- Manuel J. Hartung (* 1981), Journalist und Buchautor
- Lea (* 1992, Lea-Marie Becker), Singer-Songwriterin
- Laura Hottenrott (* 1992), Mittel- und Langstreckenläuferin
- Die Musiker der Gruppe Milky Chance, Clemens Rehbein und Philipp Dausch (beide * 1992)